# Manhatta
Manhatta – amerykański krótkometrażowy dokumentalny film z 1921 roku w reżyserii Charlesa Sheelera oraz Paula Stranda.

## Wyróżnienia
| Rok wpisania | National Film Registry |
| ------------ | --- |
| 1995         | Lista filmów budujących dziedzictwo kulturalne USA utworzona przez National Film Preservation Board i przechowywana w Bibliotece Kongresu Stanów Zjednoczonych |